# جميل منجي
جميل منجي (بالتركية: Cemil Mengi)‏ هو لاعب كرة قدم تركي في مركز الوسط، ولد في 30 سبتمبر 1986 في برلين الغربية في ألمانيا الغربية. لعب مع تشايكور ريزه سبور وتنس بوروسيا برلين وفيكتوريا برلين.

## وصلات خارجية
- سيميل منجي على موقع اتحاد تركيا (لاعب) (الإنجليزية)
- سيميل منجي على موقع قاعدة بيانات كرة القدم.إي يو (الإنجليزية)
- سيميل منجي على موقع بيانات كرة القدم. دي إي (الألمانية)
- سيميل منجي على موقع Soccerway.com (الإنجليزية)